# Lijst van IndyCar Series-coureurs
De volgende coureurs hebben zich ten minste één keer ingeschreven voor een IndyCar Series-race sinds 1996. Van de momenteel actieve coureurs (seizoen 2025) zijn de namen vet afgedrukt.
De lijst is bijgewerkt tot 11 maart 2025.

## A
- Jacob Abel
- Michele Alboreto
- Mikhail Aleshin
- Jean Alesi
- A.J. Allmendinger
- Fernando Alonso
- Didier André
- John Andretti
- Marco Andretti
- Michael Andretti
- Juho Annala
- Richard Antinucci
- Marcus Armstrong
- Oliver Askew

## B
- Bertrand Baguette
- Stanton Barrett
- Rubens Barrichello
- Alex Barron
- Dillon Battistini
- Ana Beatriz
- Donnie Beechler
- Justin Bell
- Townsend Bell
- Enrique Bernoldi
- René Binder
- Tom Blomqvist
- Billy Boat
- Raul Boesel
- Mike Borkowski
- Claude Bourbonnais
- Sébastien Bourdais
- Colin Braun
- Scott Brayton
- Butch Brickell
- Ryan Briscoe
- Matthew Brabham
- Kenny Bräck - Kampioen 1998
- Jeff Bucknum
- Robbie Buhl
- Jim Buick
- Kurt Busch

## C
- Tatiana Calderón
- Buzz Calkins - Kampioen 1996
- Jaime Camara
- Agustín Canapino
- Juan Carlos Carbonell
- Tyce Carlson
- Ed Carpenter
- Patrick Carpentier
- Adam Carroll
- Hélio Castroneves
- Alfonso Celis Jr.
- Gabby Chaves
- Eddie Cheever
- Ross Cheever
- P.J. Chesson
- Max Chilton
- Bryan Clauson
- Stefano Coletti
- Mike Conway
- Wade Cunningham

## D
- Conor Daly
- Paul Dana
- Airton Daré
- James Davison
- Devlin DeFrancesco
- Rick DeLorto
- Zachary Claman DeMelo
- Doug Didero
- Mark Dismore
- Scott Dixon - Kampioen 2003, 2008, 2013, 2015, 2018, 2020
- Mario Domínguez
- Robert Doornbos
- Francesco Dracone
- Dan Drinan
- Milka Duno
- Paul Durant

## E
- RC Enerson
- Tomáš Enge
- Marcus Ericsson
- Brandon Erwin
- Wim Eyckmans

## F
- Adrián Fernández
- Gil de Ferran
- Santino Ferrucci
- Jon Field
- Alex Figge
- Luca Filippi
- Nick Firestone
- Sarah Fisher
- Pietro Fittipaldi
- Louis Foster
- A.J. Foyt IV
- Larry Foyt
- Dario Franchitti - Kampioen 2007, 2009, 2010, 2011

## G
- Russ Gamester
- Racin Gardner
- Luca Ghiotto
- Affonso Giaffone
- Felipe Giaffone
- Memo Gidley
- Philip Giebler
- Rodolfo González
- Scott Goodyear
- Robby Gordon
- Joe Gosek
- Marco Greco
- Stéphan Grégoire
- Mike Groff
- Robbie Groff
- Romain Grosjean
- Roberto Guerrero
- Esteban Gutiérrez
- Jim Guthrie

## H
- Davey Hamilton
- Ben Hanley
- Scott Harrington
- Jack Harvey
- Shigeaki Hattori
- Jack Hawksworth
- Richie Hearn
- Jon Herb
- Johnny Herbert
- Bryan Herta
- Colton Herta
- Jack Hewitt
- J.R. Hildebrand
- Andy Hillenburg
- James Hinchcliffe
- John Hollansworth Jr.
- Sam Hornish Jr. - Kampioen 2001, 2002, 2006
- Jay Howard
- Carlos Huertas
- Ryan Hunter-Reay - Kampioen 2012

## I
- Callum Ilott

## J
- James Jakes
- Ronnie Johncox
- Jimmie Johnson
- Davy Jones
- Ed Jones
- P.J. Jones
- Niclas Jönsson
- Michel Jourdain Jr.
- Bruno Junqueira

## K
- Kyle Kaiser
- Tony Kanaan - Kampioen 2004
- Sage Karam
- Dalton Kellett
- Charlie Kimball
- Jordan King
- Steve Kinser
- Kyle Kirkwood
- Jimmy Kite
- Steve Knapp
- Cory Kruseman
- Dave Kudrave

## L
- Will Langhorne
- Kyle Larson
- Buddy Lazier - Kampioen 2000
- Jaques Lazier
- Anthony Lazzaro
- Jason Leffler
- Katherine Legge
- Matheus Leist
- Alex Lloyd
- Lucas Luhr
- Christian Lundgaard
- Linus Lundqvist
- Arie Luyendyk
- Arie Luyendyk jr.

## M
- George Mack
- Kevin Magnussen
- David Malukas
- Pippa Mann
- Darren Manning
- David Martínez
- Raphael Matos
- Hideshi Matsuda
- Kosuke Matsuura
- Allen May
- Scott Mayer
- Robby McGehee
- Scott McLaughlin
- Casey Mears
- Thiago Medeiros
- Vitor Meira
- Chris Menninga
- Andy Michner
- Jack Miller
- Nicolas Minassian
- Franck Montagny
- Juan Pablo Montoya
- Mario Moraes
- Rocky Moran Jr.
- Roberto Moreno
- Zak Morioka
- Carlos Muñoz
- Brad Murphey
- Hideki Muto

## N
- Shinji Nakano
- Josef Newgarden - Kampioen 2017, 2019
- Hideki Noda
- Ryan Norman

## O
- Johnny O'Connell
- João Paulo de Oliveira
- Danny Ongais
- Mike Ordway
- Patricio O'Ward

## P
- Simon Pagenaud - Kampioen 2016
- Álex Palou - Kampioen 2021, 2023, 2024
- Giorgio Pantano
- Massimiliano Papis
- Johnny Parsons
- Danica Patrick
- John Paul Jr.
- Benjamin Pedersen
- Franck Perera
- Nelson Philippe
- Spencer Pigot
- Antônio Pizzonia
- Martin Plowman
- David Pook
- Théo Pourchaire
- Will Power - Kampioen 2014, 2022

## R
- Graham Rahal
- Christian Rasmussen
- Greg Ray - Kampioen 1999
- Laurent Rédon
- Stevie Reeves
- Bobby Regester
- Troy Reiger
- Tony Renna
- Willy T. Ribbs
- Buddy Rice
- Sting Ray Robb
- Billy Roe
- Mario Romancini
- Felix Rosenqvist
- Alexander Rossi
- Marty Roth

## S
- Sebastian Saavedra
- Eliseo Salazar
- Gualter Salles
- Takuma Sato
- Tomas Scheckter
- Sam Schmidt
- Jeret Schroeder
- Oriol Servià
- Mike Shank
- Scott Sharp - Kampioen 1996
- Robert Shwartzman
- Nolan Siegel
- Simona De Silvestro
- Jeff Simmons
- Kyffin Simpson
- Guy Smith
- Vincenzo Sospiri
- Toby Sowery
- Scott Speed
- Dave Steele
- Lyn St. James
- Tony Stewart - Kampioen 1996/97

## T
- Alex Tagliani
- Toranosuke Takagi
- Mark Taylor
- Bill Tempero
- Randy Tolsma
- Paul Tracy
- Rick Treadway
- Ho-Pin Tung
- Brian Tyler

## U
- Al Unser Jr.
- Johnny Unser
- Robby Unser

## V
- Jimmy Vasser
- Tristan Vautier
- Zach Veach
- Rinus VeeKay
- Fermín Vélez
- Jacques Villeneuve
- Jüri Vips
- Ernesto Viso
- Dennis Vitolo
- John de Vries

## W
- Jeff Ward
- Cody Ware
- Stan Wattles
- Dan Wheldon - Kampioen 2005
- Robert Wickens
- Justin Wilson
- Rob Wilson
- Stefan Wilson
- Cory Witherill

## Y
- Roger Yasukawa
- J.J. Yeley

## Z
- Alessandro Zampedri